# Tales Of 1001 Nights, Volume 1
Tales Of 1001 Nights, Volume 1 es un álbum recopilatorio del grupo de rock progresivo inglés Renaissance, publicado en 1990.
El disco recopila canciones de la etapa de la formación clásica de Renaissace, ya sea en versiones de estudio o en vivo.

## Lista de canciones
1. «Prologue» (en vivo) (7:31) 
2. «Can you understand» (en vivo) (10:23) 
3. «Carpet of the sun» (en vivo) (3:32) 
4. «Running hard» (9:39) 
5. «I Think of You» (3:06) 
6. «Black flame» (6:26) 
7. «Mother Russia» (9:20) 
8. «Ocean gyps»y (7:08) 
9. «Trip to the fair» (10:52) 
10. «The vulture fly high» (3:07) 
11. «The young prince and princess as told by Scheherazade» (4:04)  

## Integrantes
- Annie Haslam - voz principal
- Michael Dunford - guitarras, coros
- John Tout - teclados, piano
- Jon Camp - bajo eléctrico, coros
- Terence Sullivan - batería, percusiones, coros

Letras:
- Betty Thatcher